# Списак српских глумаца
Ово је списак српских глумаца.
|  |  |  |  |  |  |  |  |  |  |  |  |  |  |  |  |  |  |  |  |  |  |  |  |  |  |  |  |  |  |

## А
- Ирена Абрахам (1949—2023)
- Горан Аврамовић (1948)
- Јасмина Аврамовић (1960)
- Миодраг Аврамовић (1901—1974)
- Станимир Аврамовић (1924—2015)
- Милан Ајваз (1897—1980)
- Кораљка Ајхер Узелац (1926—2015)
- Александар Алач (1960)
- Александра Ања Алач (1988)
- Sasha Alexander (Сузана Дробњаковић) (1973)
- Драгољуб Алексић (1900—1985)
- Мија Алексић (1923—1995)
- Слободан Алексић (1935—2015)
- Тамара Алексић (1992)
- Саша Али (1977)
- Слободан Алигрудић (1934—1985)
- Младен Андрејевић (1955)
- Зоран Андрејин (1966—2023)
- Миодраг Андрић — Љуба Мољац (1943—1989)
- Радмила Андрић (1934—2018)
- Јован Антић (1930—1994)
- Стојан Столе Аранђеловић (1930—1993)
- Неда Арнерић (1953—2020)
- Тихомир Арсић (1957—2020)
- Борисав Атанасковић (1931—1994)
- Даница Аћимац (1928—2009)
- Васиљ Аџић (1976—2019)

|  |  |  |  |  |  |  |  |  |  |  |  |  |  |  |  |  |  |  |  |  |  |  |  |  |  |  |  |  |  |

## Б
- Марин Бабић (1947—2022)
- Мирко Бабић (1948—2020)
- Недељко Бајић (1976)
- Радош Бајић (1953)
- Небојша Бакочевић (1965)
- Марија Бакса (1946—2019)
- Јована Балашевић (1980)
- Гојко Балетић (1956)
- Бојана Бамбић (1981)
- Љубомир Бандовић (1976)
- Петар Банићевић (1930—2006)
- Мира Бањац (1929)
- Љубиша Баровић (1961)
- Марко Баћовић (1957)
- Љубиша Бачић (1922—1999)
- Илија Башић (1932—2024)
- Иван Бекјарев (1946—2020)
- Татјана Бељакова (1934—2022)
- Петар Бенчина (1984)
- Татјана Бермел (1927—2022)
- Александар Берчек (1950)
- Оља Бећковић (1964)
- Зоран Бечић (1939—2006)
- Слободан Бештић (1964)
- Северин Бијелић (1921—1972)
- Милош Биковић (1988)
- Новак Билбија (1950)
- Мелита Бихали (1938—2023)
- Предраг Бјелац (1962)
- Јелица Бјели (1922—2009)
- Драган Бјелогрлић (1963)
- Љиљана Благојевић (1955)
- Нада Блам (1951)
- Мирјана Блашковић (1934—2004)
- Љубинка Бобић (1897—1978)
- Мирослава Бобић (1928—2002)
- Павле Богатинчевић (1905—1994)
- Лена Богдановић (1974)
- Снежана Богдановић (1960)
- Милан Богуновић (1951—2024)
- Петар Божовић (1946)
- Драгомир Бојанић-Гидра (1933—1993)
- Бранко Бојат (1953—2021)
- Светлана Бојковић (1947)
- Страхиња Бојовић (1977)
- Иван Босиљчић (1979)
- Милан Босиљчић Бели (1931—2019)
- Босиљка Боци (1932—1997)
- Розалија Бочковић Фараго (1933—2019)
- Богић Бошковић (1930—1991)
- Тања Бошковић (1953)
- Момир Брадић (1935—2018)
- Надежда Брадић (1923—1991)
- Ранко Брадић (1908—1986)
- Воја Брајовић (1949)
- Искра Брајовић (1987)
- Миљка Брђанин-Бабић (1977)
- Бранимир Брстина (1960)
- Стефан Бузуровић (1985)
- Радивоје Раша Буквић (1979)
- Ристо Буквић (1950—2023)
- Горан Букилић (1955)
- Душан Булајић (1932—1995)
- Љубомир Булајић (1988)
- Надежда Булатовић (1934—2016)
- Мирко Буловић (1930—2009)
- Стефан Бундало (1988)
- Милутин Бутковић (1930—1997)

|  |  |  |  |  |  |  |  |  |  |  |  |  |  |  |  |  |  |  |  |  |  |  |  |  |  |  |  |  |  |

## В
- Драгана Варагић (1957)
- Мирка Васиљевић (1990)
- Милан Васић (1979)
- Милена Васић Ражнатовић (1977)
- Мирјана Вачић (1933—2019)
- Власта Велисављевић (1926—2021)
- Марија Вељковић (1980)
- Татјана Венчеловски (1965)
- Еуген Вербер (1923—1995)
- Раде Верговић (1939—2025)
- Бранка Веселиновић (1918—2023)
- Младен Млађа Веселиновић (1915—2012)
- Анђелија Веснић (1929—2020)
- Бранко Видаковић (1959)
- Андријана Виденовић (1964)
- Гала Виденовић (1969)
- Драшко Видовић (1980—2022)
- Златан Видовић (1983)
- Михајло Викторовић (1929—1998)
- Оливера Викторовић (1963)
- Теодора Викторовић (1976—2024)
- Катарина Вићентијевић (1969)
- Марија Вицковић (1980)
- Милош Влалукин (1980)
- Драгиња Вогањац (1967)
- Марина Воденичар (1982)
- Миња Војводић (1942—2014)
- Јелица Војиновић (1935—2019)
- Нада Војиновић (1954)
- Душан Војновић (1950)
- Драгољуб Војнов (1947—2025)
- Данијела Врањеш (1973)
- Петар Вртипрашки (1914—1993)
- Јанез Врховец (1921—1997)
- Павле Вуисић (1926—1988)
- Олга Вујадиновић (1936—2015)
- Миља Вујановић (1945—2005)
- Душан Вујисић (1929—1977)
- Драган Вујић (1961)
- Никола Вујовић (1978)
- Радован Вујовић (1984)
- Лидија Вукићевић (1962)
- Гизела Вуковић (1926—2015)
- Милија Вуковић (1947—2020)
- Мима Вуковић Курић (1933—2024)
- Иван Вуков (1924—2015)
- Мирјана Вукојичић (1947—2017)
- Ђорђе Вукотић (1924—2017)
- Марица Вулетић Наумовић (1962—2024)
- Јелица Вучинић (1949—2022)
- Аљоша Вучковић (1946)

|  |  |  |  |  |  |  |  |  |  |  |  |  |  |  |  |  |  |  |  |  |  |  |  |  |  |  |  |  |  |

## Г
- Миљана Гавриловић (1988)
- Александар Гаврић (1932—1972)
- Љиљана Газдић (1946)
- Милка Газикаловић (1940—2012)
- Оливера Гајић (1927—1994)
- Владан Гајовић (1960)
- Игор Гало (1948)
- Стеван Баја Гардиновачки (1936—2011)
- Ненад Гвозденовић (1962)
- Јован Гец (1894—1962)
- Семир Гицић (1989)
- Урош Гловацки (1933—2020)
- Небојша Глоговац (1969—2018)
- Војислав Говедарица (1940—2023)
- Катарина Гојковић (1967)
- Душан Голумбовски (1941—2016)
- Светислав Гонцић (1960)
- Александар Горанић (1945—2017)
- Дејан В. Гоцић (1972)
- Бојана Грабовац (1987)
- Оља Грастић (1934—2025)
- Нина Граховац (1975)
- Братислав Грбић (1930—2005)
- Предраг Грбић (1965—2023)
- Милка Гргурова-Алексић (1840—1924)
- Милица Грујичић (1983)
- Радмила Гутеша (1925—2012)
- Милан Гутовић (1946—2021)

|  |  |  |  |  |  |  |  |  |  |  |  |  |  |  |  |  |  |  |  |  |  |  |  |  |  |  |  |  |  |

## Д
- Драгана Дабовић (1987)
- Lolita Davidovich (Лолита Давидовић) (1961)
- Маша Дакић (1982)
- Мики Дамјановић (1977)
- Сава Дамјановић (1928—2019)
- Соња Дамјановић (1974)
- Андрија Даничић (1989)
- Горан Даничић (1962—2021)
- Милена Дапчевић (1930—2018)
- Зинаида Дедакин (1960)
- Зеф Дедивановић (1939—2021)
- Срђан Дедић (1955—2025)
- Вера Дедовић (1969—2000)
- Драга Дејановић (1840—1871)
- Brad Dexter (Борис Милановић) (1917—2002)
- Стојан Дечермић (1931—1992)
- Љубомир Дидић (1921—1987)
- Богдан Диклић (1953)
- Бојан Димитријевић (1973)
- Миша Димитријевић (1854—1909)
- Слободан Димитријевић (1941—1999)
- Џек Димич (1965)
- Богољуб Динић (1933—2019)
- Аница Добра (1963)
- Јелисавета - Јеца Добриновић (1841—1898)
- Пера Добриновић (1853—1923)
- Драгутин Добричанин (1922—1988)
- Милена Дравић (1940—2018)
- Тамара Драгичевић (1989)
- Владета Драгутиновић (1893—1975)
- Љиљана Драгутиновић (1951)
- Југослава Драшковић (1968)
- Огњен Дрењанин (1994)
- Лазар Дубовац (1983)
- Десанка Деса Дугалић (1897—1972)
- Небојша Дугалић (1970)
- Давор Дујмовић (1969—1999)
- Владан Дујовић (1963)
- Вука Дунђеровић (1925—1999)
- Александар Дунић (1967)

|  |  |  |  |  |  |  |  |  |  |  |  |  |  |  |  |  |  |  |  |  |  |  |  |  |  |  |  |  |  |

## Ђ
- Јелена Ђокић (1977)
- Дивна Ђоковић (1915—2005)
- Владимир Ђорђевић (1978)
- Звездана Ђорђевић (1941—2021)
- Иван Ђорђевић (1983)
- Игор Ђорђевић (1978)
- Николина Ђорђевић (1978)
- Софија Ђорђевић (1880—1908)
- Елизабета Ђоревска (1961)
- Сена Ђоровић (1977)
- Варја Ђукић (1962)
- Гордана Ђурђевић-Димић (1961)
- Соња Ђурђевић (1936)
- Бранко Ђурић (1949)
- Душан Ђурић (1939—1969)
- Слободан Ђурић (1944—1976)
- Урош Ђурић (1964)
- Александар Ђурица (1969)
- Рада Ђуричин (1934—2024)
- Јасна Ђуричић (1966)
- Милош Ђуричић (1983)
- Никола Ђуричко (1974)
- Томанија Ђуричко (1914—1994)
- Дејан Ђуровић (1938)

|  |  |  |  |  |  |  |  |  |  |  |  |  |  |  |  |  |  |  |  |  |  |  |  |  |  |  |  |  |  |

## Е
- Вања Ејдус (1976)
- Предраг Ејдус (1947—2018)
- Милан Ерак (1950—1995)
- Капиталина Ерић (1919—2009)
- Жељко Еркић (1981)
- Ђорђе Ерчевић (1979)

|  |  |  |  |  |  |  |  |  |  |  |  |  |  |  |  |  |  |  |  |  |  |  |  |  |  |  |  |  |  |

## Ж
- Душица Жегарац (1944—2019)
- Катица Жели (1950)
- Миливоје Живановић (1900—1976)
- Марко Живић (1972—2021)
- Владан Живковић (1941—2022)
- Радмила Живковић (1953—2024)
- Велимир — Бата Живојиновић (1933—2016)
- Велимир Животић (1924—2011)
- Момчило Животић (1931—2020)
- Ивана Жигон (1968)
- Јелена Жигон (1933—2018)
- Стево Жигон (1926—2005)
- Бојан Жировић (1971)
- Слободанка Жугић (1950)
- Мирослав Жужић (1945)
- Катарина Жутић (1972)
- Милош Жутић (1939—1993)

|  |  |  |  |  |  |  |  |  |  |  |  |  |  |  |  |  |  |  |  |  |  |  |  |  |  |  |  |  |  |

## З
- Иван Заблаћански (1989)
- Миленко Заблаћански (1955—2008)
- Бранимир Замоло (1949—1983)
- Драган Зарић (1942—2000)
- Иван Зарић (1973)
- Милица Зарић (1975)
- Иван Зекић (1986)
- Бранислав Зеремски (1959)
- Бранка Зорић (1942)
- Слађана Зрнић (1974)

|  |  |  |  |  |  |  |  |  |  |  |  |  |  |  |  |  |  |  |  |  |  |  |  |  |  |  |  |  |  |

## И
- Милоје Ивановић (1946—2018)
- Олга Ивановић (1921—2001)
- Србољуб Срба Ивановић (1930—2007)
- Наташа Иванчевић (1965)
- Лепомир Ивковић (1959)
- Донка Игњатовић (1938—2017)
- Катарина Игњатовић (1916—1995)
- Вера Илић-Ђукић (1928—1968)
- Живорад Илић (1950—2023)
- Небојша Илић (1973)
- Олга Илић (1880—1945)
- Борис Исаковић (1966)
- Загорка Исаковић (1926—2021)
- Мерима Исаковић (1959)

|  |  |  |  |  |  |  |  |  |  |  |  |  |  |  |  |  |  |  |  |  |  |  |  |  |  |  |  |  |  |

## Ј
- Иван Јагодић (1936—2010)
- Душан Јакишић (1959)
- Богдан Јакуш (1938—2020)
- Душан Јакшић (1927—2009)
- Душан Јанићијевић (1932—2011)
- Јован Јанићијевић Бурдуш (1932—1992)
- Љубица Јанићијевић (1923—2001)
- Сима Јанићијевић (1912—1996)
- Вања Јанкетић (1950—2022)
- Марко Јанкетић (1983)
- Михаило Миша Јанкетић (1938—2019)
- Александра Јанковић (1971)
- Бранко Јанковић (1984)
- Ђорђе Јанковић (1979)
- Љиљана Јанковић (1935—2022)
- Нина Јанковић (1988)
- Горјана Јањић (1945—2022)
- Давор Јањић (1969—2022)
- Марко Јањић (1982)
- Соња Јауковић (1946)
- Горан Јевтић (1978)
- Владимир Јевтовић (1947—2013)
- Иван Јевтовић (1972)
- Јаков Јевтовић (1980)
- Оливера Јежина (1960)
- Ненад Јездић (1972)
- Ђорђе Јелисић (1925—2016)
- Милан Јелић (1944—2023)
- Буда Јеремић (1925—2007)
- Марко Јеремић (1974)
- Бранислав Цига Јеринић (1932—2006)
- Бранко Јеринић (1953)
- Павле Јеринић (1986)
- Славка Јеринић (1931—1997)
- Данина Јефтић (1986)
- Верољуб Јефтић (1979)
- Анђела Јовановић (1992)
- Воја Јовановић (1891—1967)
- Вук Јовановић (1989)
- Гордана Јовановић (1951—1999)
- Добрица Јовановић (1935—2002)
- Драган Јовановић (1965)
- Дубравко Јовановић (1961)
- Душан Дука Јовановић (1932—2015)
- Ђорђе Јовановић (1933—2004)
- Зорица Јовановић (1941)
- Ксенија Јовановић (1928—2012)
- Љубиша Јовановић (1908—1971)
- Никола Јовановић (1939—2015)
- Стојан Јовановић (1900—1986)
- Тома Јовановић (1929—2012)
- Растислав Јовић (1931—1997)
- Сања Јовићевић (1988)
- Дијана Јовичић (1978)
- Драган Јовичић (1953—2020)
- Јелена Јовичић (1976)
- Мила Јововић (1975)
- Урош Јовчић (1989)
- Хана Јовчић (1975)
- Горан Јокић (1966)
- Живомир Јоковић (1929—2024)
- Мирјана Јоковић (1967)
- Софија Јуричан (1981)

|  |  |  |  |  |  |  |  |  |  |  |  |  |  |  |  |  |  |  |  |  |  |  |  |  |  |  |  |  |  |

## К
- Ерол Кадић (1955—2025)
- Риалда Кадрић (1963—2021)
- Војин Кајганић (1949—2025)
- Драгана Калаба
- Милан Калинић (1972)
- Боривоје Кандић (1961—2020)
- Душан Кандић (1928—1979)
- Милош Кандић (1923—1996)
- Александар Кањевац (1978)
- Стефан Капичић (1978)
- Милорад Капор (1971)
- Марија Каран (1982)
- Мирјана Карановић (1957)
- Милутин Караџић (1955)
- Оливера Катарина (1940)
- Бранка Катић (1970)
- Стана Катић (1978)
- Владислав Каћански (1950—2006)
- Перо Квргић (1927—2020)
- Марта Келер (1976)
- Дамјан Кецојевић (1977)
- Тања Кецојевић
- Гордан Кичић (1977)
- Иван Киринчић (1985)
- Љубинка Кларић (1978)
- Иван Клеменц (1949)
- Милица Кљаић-Радаковић (1928—2012)
- Ивана Кнежевић (1974)
- Калина Ковачевић (1983)
- Љуба Ковачевић (1928—1983)
- Ранко Ковачевић (1934—2024)
- Бранислав Ковић (1964—2025)
- Љубица Ковић (1923—2014)
- Дубравка Ковјанић (1979)
- Раде Којадиновић (1928—2016)
- Угљеша Којадиновић (1936—1982)
- Никола Којо (1967)
- Слободан Колаковић (1924—2001)
- Димитрије Мита Коларовић (1839—1899)
- Љубица Коларовић (1836—1890)
- Соња Колачарић (1980)
- Драгутин Колесар (1929—1995)
- Бојан Колопић (1987)
- Огњен Копуз (1977)
- Маја Колунџија Зорое (1977)
- Марина Кољубајева (1950—2004)
- Борис Комненић (1957—2021)
- Ружица Комненовић (1909—1966)
- Љиљана Контић (1931—2005)
- Биљана Костантиновић (1961—2024)
- Гордана Косановић (1953—1986)
- Бранко Косар
- Вук Костић (1979)
- Вука Костић (1891—1968)
- Михајло Костић — Пљака (1933—2001)
- Јованка Котлајић (1893—1977)
- Мирјана Коџић (1928—2004)
- Југослав Крајнов (1973)
- Петар Краљ (1941—2011)
- Ана Красојевић (1922—2010)
- Ђорђе Крећа (1994)
- Бојан Кривокапић (1986)
- Миодраг Кривокапић (1949)
- Љиљана Крстић (1919—2001)
- Миодраг Крстовић (1950)
- Миодраг Крчмарик (1975)
- Андрија Кузмановић (1984)
- Небојша Кундачина (1961)
- Томо Курузовић (1930—2017)

|  |  |  |  |  |  |  |  |  |  |  |  |  |  |  |  |  |  |  |  |  |  |  |  |  |  |  |  |  |  |

## Л
- Михаило Лађевац (1976)
- Марина Лазаревић (1980)
- Мина Лазаревић (1975)
- Бојан Лазаров (1972—2022)
- Анита Лазић Тодоровић (1980)
- Данило Лазовић (1951—2006)
- Драган Лаковић (1929—1990)
- Предраг Пепи Лаковић (1929—1997)
- Маја Лалевић (1960)
- Срна Ланго (1971)
- Тони Лауренчић (1949)
- Жарко Лаушевић (1960—2023)
- Љиљана Лашић (1946)
- Гордана Лес (1942—2022)
- Бранислав Лечић (1955)
- Мирољуб Лешо (1946—2019)
- Нина Линта Лазаревић (1976)
- Зоран Лозанчић (1953—2019)
- Беба Лончар (1943)
- Марио Лукајић (1979)
- Весна Лукач Латингер (1942—2022)
- Драган Лукић Омољац (1941—2009)
- Гордана Лукић (1965)
- Милка Лукић (1936—2009)
- Снежана Лукић (1941)
- Сузана Лукић (1984)
- Татјана Лукјанова (1923—2003)
- Петар Лупа (1921—1997)
- Дејан Луткић (1974)
- Наташа Лучанин (1965)

|  |  |  |  |  |  |  |  |  |  |  |  |  |  |  |  |  |  |  |  |  |  |  |  |  |  |  |  |  |  |

## Љ
- Мирјана Љубић (1963—2020)
- Драгољуб С. Љубичић Мићко (1962)
- Витомир Љубичић (1920—1981)
- Небојша Љубишић (1964)
- Сандра Љубојевић (1983)

|  |  |  |  |  |  |  |  |  |  |  |  |  |  |  |  |  |  |  |  |  |  |  |  |  |  |  |  |  |  |

## М
- Жељко Мавровић (1947—2022)
- Даница Максимовић (1953)
- Драган Максимовић (1949—2001)
- Софија Максимовић Вујић (1851—1921)
- Karl Malden (Младен Секуловић) (1912—2009)
- Весна Малохоџић (1948—2022)
- Ана Маљевић (1978)
- Бојана Маљевић (1974)
- Ана Мандић (1987)
- Анастасија Мандић (1973)
- Вељко Мандић (1924—1988)
- Милорад Мандић (1961—2016)
- Паулина Манов (1975)
- Зорка Манојловић (1929—2013)
- Предраг Манојловић (1950)
- Анита Манчић (1968)
- Маја Манџука (1982)
- Вељко Маринковић (1925—1991)
- Гордана Марић (1956)
- Драгана Марић (1982)
- Мирјана Марић (1941)
- Андреја Маричић (1959—2021)
- Ненад Маричић (1979)
- Раде Марјановић (1950)
- Димитрије Митица Марковић (1896—1949)
- Ђорђе Марковић (1953—2025)
- Ђорђе Марковић (1983)
- Катарина Марковић (1982)
- Марко Марковић (1979)
- Милка Марковић (1869—1930)
- Мићко Марковић (1997)
- Наташа Марковић (1976)
- Оливера Марковић (1925—2011)
- Раде Марковић (1921—2010)
- Ксенија Мартинов (1948—2015)
- Ана Матић
- Дејан Матић (1963—2025)
- Добрила Матић (1922—1993)
- Живка Матић (1923—1998)
- Нада Мацанковић (1982)
- Ведрана Мачковић (1969)
- Маринко Маџгаљ (1978—2016)
- Драгослав Љубов Медојевић (1953)
- Зинаид Мики Мемишевић (1950—2023)
- Ирфан Менсур (1952)
- Цвијета Месић (1948)
- Адмир Мешић (1977)
- Амар Мешић (1991)
- Дубравка Мијатовић (1968)
- Сања Микитишин (1973)
- Невенка Микулић (1905—1981)
- Вања Милачић (1977)
- Бранко Цига Миленковић (1931—2005)
- Живојин Жика Миленковић (1928—2008)
- Радослав Миленковић (1958)
- Божидар Милетић (1925—1997)
- Јована Милетић
- Предраг Милетић (1952)
- Ратко Милетић (1945—2018)
- Срђан Милетић (1968)
- Тамара Милетић (1932—2014)
- Анђелка Миливојевић Тадић (1964—2025)
- Борис Миливојевић (1971)
- Србољуб Милин (1941—2015)
- Милорад Милинковић (1965—2025)
- Предраг Прежа Милинковић (1933—1998)
- Александар Милисављевић (1988)
- Јана Милић (1981)
- Никола Милић (1924—2000)
- Бранко Милићевић (1946)
- Јован Милићевић (1923—1992)
- Небојша Миловановић (1974)
- Драгиша Милојковић (1971)
- Владислава Владица Милосављевић (1955)
- Драгољуб Милосављевић Гула (1923—2005)
- Зоран Милосављевић (1939—1983)
- Андрија Милошевић (1978)
- Милан Милошевић (1934)
- Вујадин Милошевић (1984)
- Мата Милошевић (1901—1997)
- Милутин Милошевић (1981)
- Добрица Милутиновић (1880—1956)
- Марија Милутиновић (1935—2006)
- Милена Милутиновић Селенић (1930—2018)
- Милица Милша (1968)
- Радован Миљанић (1952—2021)
- Зоран Миљковић (1947—2020)
- Исидора Минић (1973)
- Павле Минчић (1931—2015)
- Мило Мирановић (1937—2005)
- Воја Мирић (1933—2019)
- Милутин Мирковић (1910—1975)
- Миша Мирковић (1931)
- Надежда Мирковић (1947—2021)
- Богољуб Митић (1968—2017)
- Бранка Митић (1926—2012)
- Гојко Митић (1940)
- Стојан Митић (1923—2015)
- Жарко Митровић (1915—1992)
- Драган Мићаловић (1950—2017)
- Драгана Мићаловић (1991)
- Слобода Мићаловић (1981)
- Драган Мићановић (1970)
- Маријана Мићић (1983)
- Војислав Мићовић (1911—1997)
- Милутин Мићовић (1944—2018)
- Иван Михаиловић (1989)
- Милан Михаиловић (1949)
- Нела Михаиловић (1969)
- Милица Михајловић (1972)
- Снежана Михајловић (1938)
- Ивана Михић (1970)
- Ирена Мичијевић (1972—2017)
- Биљана Мишић (1983)
- Нада Млађеновић (1928—2020)
- Страхиња Мојић (1930—1999)
- Предраг Момчиловић (1959)
- Драгана Мркић (1966)
- Вјера Мујовић (1972)

|  |  |  |  |  |  |  |  |  |  |  |  |  |  |  |  |  |  |  |  |  |  |  |  |  |  |  |  |  |  |

## Н
- Јадранка Нанић Јовановић (1973)
- Ташко Начић (1934—1993)
- Младен Млађа Недељковић (1936—2005)
- Младен Нелевић (1957)
- Ђорђе Ненадовић (1935—2019)
- Ненад Ненадовић (1964—2021)
- Слађана Несторовић Ристић (1966—2024)
- Вела Нигринова (1862—1908)
- Светолик Никачевић (1905—1987)
- Милан Никитовић (1984)
- Александра Николић (1954)
- Драган Николић (1943—2016)
- Лако Николић (1977)
- Марко Николић (1946—2019)
- Љубомир Николић (1983)
- Миња Николић (1929—2001)
- Мира Николић (1935—2005)
- Богосава Никшић-Бијелић (1929—2008)
- Снежана Никшић (1943—2022)
- Наташа Нинковић (1972)
- Слободан Нинковић (1956)
- Boyana Novakovich (Бојана Новаковић) (1981)
- Драгица Новаковић (1934—1985)
- Душица Новаковић (1983)
- Маја Новељић (1966)
- Злата Нуманагић (1950)

|  |  |  |  |  |  |  |  |  |  |  |  |  |  |  |  |  |  |  |  |  |  |  |  |  |  |  |  |  |  |

## О
- Петар Обрадовић (1902—1968)
- Младен Огњановић (1950—2021)
- Огњанка Огњановић (1949)
- Олга Одановић (1958)
- Ненад Окановић (1980)
- Катарина Оксенберг (1961)
- Јелисавета Орашанин (1988)
- Драган Оцокољић (1927—1996)
- Златија Оцокољић (1975)

|  |  |  |  |  |  |  |  |  |  |  |  |  |  |  |  |  |  |  |  |  |  |  |  |  |  |  |  |  |  |

## П
- Радослав Павелкић (1931—2020)
- Божидар Павићевић Лонга (1932—2004)
- Миленко Павлов (1950)
- Љуба Павловић (?—2025)
- Милена Павловић (1972)
- Наташа Павловић (1968)
- Радослав Павловић (1911—1991)
- Марко Павловски (1988)
- Васа Пантелић (1922—2008)
- Михајло Бата Паскаљевић (1923—2004)
- Весна Паштровић (1979)
- Мира Пеић Арменулић (1942)
- Никола Пејаковић (1966)
- Јадранка Пејановић (1979—2018)
- Маријана Пејатовић
- Павле Пекић (1972)
- Игор Первић (1967—2019)
- Бојан Перић (1985)
- Слободан Перовић (1926—1978)
- Бранко Петковић (1940—1998)
- Гордана Петковић (1961—2015)
- Злата Петковић (1954—2012)
- Бранка Петрић (1937)
- Влада Петрић (1928—2019)
- Нада Петричевић (1934)
- Богољуб Петровић (1942—1995)
- Владимир Петровић (1955)
- Драган Петровић (1961)
- Јована Петровић (1973)
- Марко Петровић (1974—2022)
- Миодраг Петровић Чкаља (1924—2003)
- Иван Петровић (1894—1962)
- Саша Петровић (1962—2023)
- Страхиња Петровић (1892—1964)
- Чедомир Петровић (1949—2025)
- Бранислав Петрушевић (1955—2019)
- Весна Пећанац (1947)
- Тијана Печенчић (1986)
- Будимир Пешић (1929—2018)
- Вукашин Пешић (1893—1979)
- Драгомир Пешић (1957)
- Моника Пешић (1976—2024)
- Станислава Пешић (1941—1997)
- Марија Пикић (1989)
- Борис Пинговић (1970)
- Тања Пјевац (1980)
- Раша Плаовић (1899—1977)
- Радомир Планинчић (1957—2025)
- Александра Плескоњић-Илић (1955)
- Тихомир Плескоњић (1927—1989)
- Лидија Плетл (1955)
- Бранко Плеша (1926—2001)
- Олга Познатов (1933—1996)
- Ратко Полич (1942—2022)
- Бранимир Поповић (1967)
- Владимир Поповић (1935—1981)
- Горица Поповић (1952)
- Емилија Поповић (1859—1917)
- Ивана Поповић (1983)
- Лаза Поповић (1839—1892)
- Лука Поповић (1878—1914)
- Матеја Поповић (1987)
- Миодраг Поповић Деба (1928—2005)
- Радомир Поповић (1929—2013)
- Христина Поповић (1982)
- Данило Попржен (1937—2019)
- Душан Почек (1932—2014)
- Андрија Поша (1963—2024)
- Мирела Предојевић (1977)
- Миљан Прљета (1980)
- Анђелка Прпић (1984)
- Милан Пузић (1926—1994)
- Татјана Пујин (1966)
- Бранка Пујић (1963)
- Ђорђе Пура (1923—1987)

|  |  |  |  |  |  |  |  |  |  |  |  |  |  |  |  |  |  |  |  |  |  |  |  |  |  |  |  |  |  |

## Р
- Љубица Раваси (1916—1995)
- Горан Радаковић (1964)
- Кристина Раденковић (1980)
- Катарина Радивојевић (1979)
- Ратко Радивојевић (1951—2015)
- Рок Радиша (1987)
- Сања Радишић (1984)
- Зоран Радмиловић (1933—1985)
- Миодраг Радовановић (1929—2019)
- Александар Радојичић (1987)
- Радисав Радојковић (1937—2025)
- Славица Радуловић (1964—2021)
- Владимир Рајчић (1974)
- Златко Ракоњац (1983)
- Никола Ракочевић (1983)
- Зоран Ранкић (1935—2019)
- Аленка Ранчић (1935—2005)
- Јован Ранчић (1928—1994)
- Ева Рас (1941)
- Рас Растодер (1938—2024)
- Лука Рацо (1991)
- Ита Рина (1907—1979)
- Невена Ристић (1990)
- Душанка Ристић Капелет (1940—2021)
- Даница Ристовски (1955)
- Јован Ристовски (1956)
- Лазар Ристовски (1952)
- Слободан Роксандић (1985)
- Димитрије Ружић (1841—1912)
- Драгиња Ружић (1834—1905)
- Дина Рутић (1943—2019)

|  |  |  |  |  |  |  |  |  |  |  |  |  |  |  |  |  |  |  |  |  |  |  |  |  |  |  |  |  |  |

## С
- Јелисавета Сека Саблић (1942)
- Маја Сабљић (1960)
- Љубиша Савановић (1981)
- Виктор Савић (1983)
- Драгослав Савић (1960—2021)
- Жарко Савић (1949—2024)
- Марко Савић (1984)
- Олга Савић (1934—2014)
- Снежана Савић (1953)
- Соња Савић (1961—2008)
- Радмила Савићевић (1926—2001)
- Љубиша Самарџић (1936—2017)
- Милош Самолов (1974)
- Љиљана Седлар (1943—2023)
- Рамиз Секић (1934—1995)
- Јадранка Селец (1954)
- Ана Симић (1965)
- Ана Симић Кораћ (1981)
- Анђелика Симић (1972)
- Ђорђе Симић (глумац) (1981—2019)
- Мирослав Симић (1938—2021)
- Никола Симић (1934—2014)
- Родољуб Симић (1932—2024)
- Славко Симић (1924—2007)
- Зоран Симоновић (1944—2021)
- Данијел Сич (1973)
- Братислав Славковић (1945—2021)
- Слободан Слободановић (1930—2018)
- Предраг Смиљковић (1969)
- Ружица Сокић (1934—2013)
- Ана Софреновић (1972)
- Драга Спасић (1876—1938)
- Неда Спасојевић (1941—1981)
- Олга Спиридоновић (1922—1994)
- Милан Срдоч (1920—1988)
- Јелица Сретеновић (1954)
- Александар Срећковић (1973)
- Михаела Стаменковић (1983)
- Олга Станисављевић (1930—1987)
- Тихомир Станић (1960)
- Зоран Станишић (1956)
- Васја Станковић (1930—1994)
- Весна Станковић (1972)
- Миле Станковић (1950—2009)
- Весна Станојевић (1963)
- Десимир Станојевић (1950—2020)
- Виктор Старчић (1901—1980)
- Душко Стевановић (1955—2023)
- Лидија Стевановић (1958)
- Мида Стевановић (1939—2008)
- Бојана Стефановић Торњански (1980)
- Слободан Стефановић (1977)
- Веселин Стијовић (1948—2023)
- Јована Стипић (1977)
- Боро Стјепановић (1946)
- Жељко Стјепановић (1966)
- Љиљана Стјепановић (1952)
- Боса Стојадиновић (1916—2002)
- Ана Катарина Стојановић (1979)
- Катарина Стојановић (1980)
- Душанка Стојановић (1965)
- Жижа Стојановић (1930—2025)
- Марко Стојановић (1971)
- Феђа Стојановић (1948—2021)
- Властимир Ђуза Стојиљковић (1929—2015)
- Зоран Стојиљковић (1937)
- Александар Стојковић (1915—1972)
- Александар Стојковић (1972)
- Данило Бата Стојковић (1934—2002)
- Драган Стојменовић (1975)
- Ненад Стојменовић (1979)
- Жанка Стокић (1887—1947)
- Божидар Стошић (1937—2018)
- Петар Стругар (1988)
- Мира Ступица (1923—2016)
- Јелена Ступљанин (1978)
- Горан Султановић (1947)

|  |  |  |  |  |  |  |  |  |  |  |  |  |  |  |  |  |  |  |  |  |  |  |  |  |  |  |  |  |  |

## Т
- Мара Таборска (1879—1969)
- Љуба Тадић (1929—2005)
- Љубивоје Тадић (1960)
- Ратко Танкосић (1954)
- Наташа Тапушковић (1975)
- Давид Тасић (1940)
- Предраг Тасовац (1922—2010)
- Бранко Татић (1901—1965)
- Јосиф Татић (1946—2013)
- Милутин Мића Татић (1923—1991)
- Лаза Телечки (1841—1873)
- Јелица Теслић (1939—2018)
- Слободан Тешић (1965)
- Владимир Тешовић (1984)
- Срђан Тимаров (1976)
- Милош Тимотијевић (1975)
- Владимир Тинтор (1978)
- Јовица Тишма (1958)
- Видосава Тодић (1932—2016)
- Драгутин Тодић (1908—1958)
- Бора Тодоровић (1929—2014)
- Марко Тодоровић (1929—2000)
- Предраг Тодоровић (1952—2015)
- Срђан Тодоровић (1965)
- Зорка Тодосић (1864—1936)
- Предраг Томановић (1964—1993)
- Бранислав Томашевић (1977)
- Миливоје Мића Томић (1920—2000)
- Борка Томовић (1983)
- Дарко Томовић (1963)
- Радмила Томовић (1971)
- Јован Торачки (1962)
- Саша Торлаковић (1965)
- Јанош Тот (1961—2013)
- Селимир Тошић (1946—2015)
- Јелена Трепетова Костић
- Весна Тривалић (1965)
- Бранислав Трифуновић (1978)
- Сергеј Трифуновић (1972)
- Томислав Трифуновић (1947)
- Мирољуб Трошић (1948—2020)
- Мирољуб Турајлија (1980)
- Драгана Туркаљ (1968)

|  |  |  |  |  |  |  |  |  |  |  |  |  |  |  |  |  |  |  |  |  |  |  |  |  |  |  |  |  |  |

## Ћ
- Предраг Ћерамилац (1944—2011)
- Војин Ћетковић (1971)
- Стела Ћетковић (1959)
- Љубомир Ћипранић (1936—2010)
- Ненад Ћирић (1958)
- Добрила Ћирковић (1948)
- Слободан Ћирковић (1967—2023)
- Војка Ћордић-Чавајда (1962—2005)
- Раде Ћосић (1984)
- Слободан Ћустић (1958)

|  |  |  |  |  |  |  |  |  |  |  |  |  |  |  |  |  |  |  |  |  |  |  |  |  |  |  |  |  |  |

## У
- Љубомир Убавкић Пендула (1931—2017)
- Синиша Убовић (1973)
- Данијела Угреновић (1969—2022)
- Танасије Узуновић (1942—2023)
- Рената Улмански (1929)
- Невенка Урбанова (1909—2007)

|  |  |  |  |  |  |  |  |  |  |  |  |  |  |  |  |  |  |  |  |  |  |  |  |  |  |  |  |  |  |

## Ф
- Драгомир Фелба (1921—2006)
- Рахела Ферари (1911—1994)
- Беким Фехмију (1936—2010)
- Уликс Фехмију (1969)
- Александар Филимоновић (1982)
- Милован Филиповић (1975)
- Миња Стевовић Филиповић (1956)
- Миодраг Фишековић (1979)
- Божидарка Фрајт (1940)
- Ана Франић (1981)

|  |  |  |  |  |  |  |  |  |  |  |  |  |  |  |  |  |  |  |  |  |  |  |  |  |  |  |  |  |  |

## Х
- Иван Хајтл (1918—2005)
- Јелена Хелц (1977)
- Ненад Хераковић (1984)
- Владан Холец (1947—2004)
- Александар Хрњаковић (1942—2014)

|  |  |  |  |  |  |  |  |  |  |  |  |  |  |  |  |  |  |  |  |  |  |  |  |  |  |  |  |  |  |

## Ц
- Бранко Цвејић (1946—2022)
- Ђурђија Цветић (1942—2015)
- Светозар Цветковић (1958)
- Зоран Цвијановић (1958)
- Жељка Цвјетан (1963)
- Марија Црнобори (1918—2014)
- Бранка Црномарковић (1926—2018)

|  |  |  |  |  |  |  |  |  |  |  |  |  |  |  |  |  |  |  |  |  |  |  |  |  |  |  |  |  |  |

## Ч
- Дејан Чавић (1934—2025)
- Дара Чаленић (1934—2021)
- Јелена Чворовић (1948—2023)
- Љиљана Чекић (1966)
- Азра Ченгић (1948)
- Весна Чипчић (1954)
- Вера Чукић (1938)
- Драгомир Чумић (1937—2013)
- Радоје Чупић (1958)
- Славиша Чуровић (1977)
- Тијана Чуровић (1980)
- Милан Чучиловић (1971)

|  |  |  |  |  |  |  |  |  |  |  |  |  |  |  |  |  |  |  |  |  |  |  |  |  |  |  |  |  |  |

## Џ
- Драган Џанкић (1956—2019)
- Дара Џокић (1955)

|  |  |  |  |  |  |  |  |  |  |  |  |  |  |  |  |  |  |  |  |  |  |  |  |  |  |  |  |  |  |

## Ш
- Борис Шавија (1979)
- Стеван Шалајић (1929—2002)
- Гојко Шантић (1946—2024)
- Нада Шаргин (1977)
- Маринко Шебез (1946—1989)
- Раденка Шева (1964)
- Бранка Шелић (1965)
- Андреј Шепетковски (1974)
- Раде Шербеџија (1946)
- Љубо Шкиљевић (1941—1999)
- Љиљана Шљапић (1940—2019)
- Добрила Шокица (1934—2010)
- Милан Шпицек (1942—2020)
- Данијела Штајнфелд (1984)
- Сњежана Штикић (1983)
- Славко Штимац (1960)
- Ива Штрљић (1977)
- Зорица Шумадинац (1946—1981)
- Горан Шушљик (1969)